# São Pedro do Turvo
São Pedro do Turvo este un oraș în São Paulo (SP), Brazilia.